# Núria Aramon i Stein
Núria Aramon i Stein (Barcelona, 1940 – ?, 12 d'abril de 2020) fou una filòloga i traductora catalana, filla de Ramon Aramon i Serra i Hilde Stein. Fou alumna de literatura dels Estudis Universitaris Catalans. Formà part del primer equip de redacció de la Gran Enciclopèdia Catalana. Casada amb l'economista Josep Maria Muntaner i Pasqual, treballà en diversos serveis de l'Institut d'Estudis Catalans i fou secretària de la comissió del centenari de Ramon Aramon i Serra.

## Obra publicada
- Vocabulari català de música, amb Josep Maria Mestres Quadreny (Millà, 1983) ISBN 84-7304-099-6

Traduccions, segurament directes de l'alemany
- El cor del món, de Hans Urs von Balthasar (Edicions 62, 1965) ISBN 84-297-0524-4
- El gran octubre del 1917 i la literatura contemporània, de György Lukács (Lavinia, 1973) ISBN 84-85099-10-9
- La ciència i la tècnica com a ideologies, de Jürgen Habermas (L'Estel, 1974) ISBN 84-85104-27-7